# Casa de Gustave Braune
La Casa de Gustave Braune es una residencia histórica ubicada en el 236 de Prairie Street en Eutaw, Alabama, Estados Unidos.

## Historia
La casa fue construida en 1850 y toma su nombre de Gustave Braune, un joyero. Se agregó al Registro de Monumentos y Patrimonio de Alabama el 12 de octubre de 1976 y, posteriormente, se colocó en el Registro Nacional de Lugares Históricos como parte de los Recursos Temáticos de Casas Antebellum en Eutaw el 2 de abril de 1982.

## Descripción
La casa de dos pisos y estructura de madera fue construida en estilo neogriego y asumió su forma actual alrededor de 1860. Tiene un piso principal, con una habitación de piso superior octogonal que se proyecta sobre el centro del bloque principal y con vista a la propiedad.